# خط ناخنی
خط ناخنی از انواع خوشنویسی‌های تفننی در دوره صفوی محسوب می‌شود. در این نوع خط که با استفاده از ناخن دو انگشت نوشته می‌شود، نوشتار به صورت برجسته بر کاغذ نقش می‌بندد و در زوایای خاصی از تابش نور قابل روئیت است. این برجسته نگاری که به کمک فشار مابین انگشت شصت و انگشتر به وجود می‌آید اغلب دارای ابعادی کوچک است. خط ناخنی از هنرهای تفننی خوشنویسان قدیم بوده که قدمت آثار به جا مانده به قبل از دورهٔ صفویه می‌رسد، مرحوم زنده یاد کیمیا قلم احیا گر این هنر فاخر در دورهٔ معاصر بوده که جواهر پور از جمله شاگردان برجستهٔ ایشان و در روزگار ما احیا گر این هنر فراموش شده می‌باشد. خوشبختانه علیرغم تعداد اندک متولیان این هنر آثار جدید و فاخری بر دیوار نگارخانه‌ها نقش می‌بندد که موجب امید واری به بسط و گسترش این هنر می‌شود. از جمله هنر مندانی که به خلق آثار در این زمینه پرداخته‌اند می‌توان به جعفر کیمیا قلم چهره ماندگار و فرزند کیمیاقلم، جواهرپور، علی علی، علیرضا آستانه، مهدی مهدی بیگ و رضا روحی که متولد ۱۳۵۵ در تهران، برگزاری ۳ نمایشگاه انفرادی خط ناخنی و نمایشگاه خوشنویسی، مدرس فرهنگ سراهای تهران اشاره نمود.